# 追光動画
追光人動画設計（北京）有限公司（ついこうじんどうがせっけいぺきんゆうげんこうし、簡体字中国語：追光人动画设计（北京）有限公司、英文：Light Chaser Animation Studios）または追光動画（ついこうどうが）は、中華人民共和国・北京市に本社を置くCGアニメーション制作会社。2013年4月に動画共有サイトTudouの創始者であり元CEOの王微（英名: ゲイリー・ワン、Gary Wang）によって設立され、長編をメインとしたアニメ作品を制作している。

## 概要
設立者の王はかねてよりアメリカのピクサーに匹敵するようなアニメ会社を設立することを公言しており、TudouのCEOだった2011年にはオリジナルのアニメ作品を制作するための大規模な投資を発表した際、「ピクサー作品のように美しく精巧な作品を生み出せるアニメ会社を作ることが我々の目標だ」と述べていた。2013年にはウォール・ストリート・ジャーナル誌のインタビューにて、同社設立にあたり海外の投資家から数千万ドルの資金を調達していることや、ハリウッドで活躍している優秀な人材を引き抜く予定であることを語っている。実際、同社は設立から1年以内で合計2500万ドルの資金調達に成功している他、ピクサー出身で同社の代表作である『トイ・ストーリー』にも参加しているアメリカ人アニメーターのコリン・ブレイディーをアニメーション・ディレクターに就任させている。
2014年3月、同社初のアニメ作品となる短編『小夜遊』（夜遊び）をネット上で公開した際、本国では公開から48時間で主要動画サイトでの累積視聴回数が1,000万回を突破したことで注目を集めた。2016年1月には長編第一作『ガーディアン・ブラザーズ -小門神-』が公開されたものの、この作品は興行成績が振るわず、2作目の『トイズ&ペット みんなで未来へ大冒険』および3作目の『リトル・キャッツ 空飛ぶねこの大冒険』では、同作よりも興行収入が減少してしまう結果となった。これら3作品はいずれも設立者の王が監督・製作・脚本を手掛けていた。
その後4作目の長編となる『白蛇: 縁起』では、初めて自社スタッフが監督に就任し、作品の方向性をそれまでの家族向けから若者向けにシフトする方針をとった。この作品は2019年1月に本国で公開され、累計興行収入が4億4900万元（約70億円以上）を記録するほどの大ヒット作となった。この頃より同社は監督、プロデューサー、スタッフの3者によって製作を行う方式を採り入れた。これはピクサーのブレーントラストを参考にしたものである。
2020年6月に5作目『ナタ転生』がアヌシー国際アニメーション映画祭の「ワーク・イン・プログレス」部門においてプレミア上映され、翌2021年2月に本国で公開された。さらにアメリカの動画配信サービス大手のNetflixが、中国を除いた全世界における本作の独占配信権を獲得した。
同社は設立当初よりアニメーションの制作技術に力を入れており、独自のレンダーファームの構築や技術開発を行っている。また、ソフトウェアはMaya、Houdini、ZBrush、Arnoldなどを導入している。　　

## 作品
※邦題と原題が同じ作品については、原題の表記を省略する。

### 公開済みの作品
| # | 邦題 原題                                      | 公開日        | 日本公開日                    | 備考                                                                             |
| - | ---------------------------------------------- | ------------- | ----------------------------- | -------------------------------------------------------------------------------- |
| 1 | ガーディアン・ブラザーズ -小門神- 小門神       | 2016年1月1日  | N/A                           | 日本ではNetflixにて配信。                                                        |
| 2 | トイズ&ペット みんなで未来へ大冒険 阿唐奇遇    | 2017年7月21日 | 2020年4月29日（ビデオスルー） | 第39回アヌシー国際アニメーション映画祭・アウトオブコンペティション部門出品作品。 |
| 3 | リトル・キャッツ 空飛ぶねこの大冒険 猫与桃花源 | 2018年4月5日  | 2019年12月4日（ビデオスルー） | 第43回アヌシー国際アニメーション映画祭・アウトオブコンペティション部門出品作品。 |
| 4 | 白蛇: 縁起                                     | 2019年1月11日 | 2021年7月30日                 | 同社で唯一の米ワーナー・ブラザースとの共同製作作品。                             |
| 5 | ナタ転生 新神榜：哪吒重生                      | 2021年2月12日 | 2021年2月26日                 |                                                                                  |
| 6 | 白蛇2：青蛇興起                                | 2021年7月23日 | N/A                           | 日本ではNetflixにて配信。                                                        |
| 7 | 新封神演義・楊戩 新神榜：楊戩                  | 2022年8月19日 | 2022年12月21日                | 中国での公開は当初7月とされていた。                                              |
| 8 | 長安三万里                                     | 2023年7月8日  | N/A                           |                                                                                  |
| 9 | 白蛇：浮生                                     | 2024年8月10日 | N/A                           |                                                                                  |

### 公開予定の作品
- 聊斎：蘭若寺（2025年）